# 부산지방기상청
부산지방기상청(釜山地方氣象廳, Busan Regional Office of Meteorology)은 부산광역시, 울산광역시, 경상남도의 기상에 관한 사무를 관장하는 대한민국 기상청의 소속기관이다. 1992년 3월 13일 발족하였으며, 부산광역시 동래구 충렬대로237번길 117에 위치하고 있다. 청장은 고위공무원단 나등급에 속하는 일반직공무원으로 보한다.

## 직무
- 관할지역 기상예보의 종합·조정 및 예보자료의 수집·분석
- 관할지역 예보[2]·특보[3]의 생산·통보 및 사후 분석
- 소속기관 예보자료의 생산·지원
- 지역예보기술의 연구개발
- 기상에 관한 상담업무
- 관할지역 기상관측 및 기후정보업무의 지도
- 지역기상관측업무 및 위탁관측업무의 관리
- 지역기상자료의 수집·분배 및 기후자료의 통계
- 지역 기상산업진흥에 관한 사항
- 기상자료의 증명·제공 및 보급
- 기상관측[4]·예보·전산·통신장비의 검정·운영 및 유지·관리
- 지방종합기상정보망의 관리·운영
- 국지기상자료의 전산처리 및 전산기법의 개발
- 기후정보의 생산·보급 및 기상지식의 보급
- 보안·문서관리·인사·예산회계 및 물품·국유재산관리에 관한 사항
- 소속기관에 대한 업무의 지휘·감독

## 연혁
- 1949년 12월 16일: 국립중앙관상대 소속으로 추풍령·대구·울릉도·포항·부산·울산측후소 설치.[5]
- 1963년 2월 12일: 중앙관상대 소속으로 변경. 포항측후소를 포항고층기상측후소로 개편.[6]
- 1966년 11월 5일: 부산측후소 소속으로 충무출장소 설치.[7]
- 1967년 8월 28일: 중앙관상대 소속으로 대구농업기상관측소 설치.[8]
- 1968년 12월 19일: 중앙관상대 소속으로 진주농업기상관측소 설치. 울릉도측후소를 울릉측후소로 개편.[9]
- 1970년 7월 18일: 울릉측후소 및 대구·진주농업기상관측소를 울릉도·대구·진주측후소로 개편. 부산측후소를 부산지대로 승격하고 추풍령·울릉도·울산·대구·진주측후소를 소속기관으로 편입. 충무출장소를 충무측후소로 승격. 대구측후소 소속으로 칠곡·상주·청송·경주·영주·안동·선산·울진·문경·김천·영덕·의성·영천·성주분실을, 진주측후소 소속으로 합천·남해·밀양·함안·함양·거창·울주·산청·김해·하동·삼천포·거제분실을 설치. 포항고층기상측후소를 포항고층기상관측소로 개편하고 중앙관상대의 관할로 이관.[10]
- 1978년 4월 15일: 울진분실을 울진측후소로 승격. 상주·청송·경주·안동·김천·성주·함양·울주·김해·하동·삼천포분실 폐지.[11]
- 1979년 9월 14일: 울진측후소 및 영덕분실을 강릉지대로 이관.[12]
- 1981년 11월 2일: 울릉도측후소를 강릉지대로 이관.[13]
- 1982년 1월 1일: 부산지대를 중앙기상대 소속 부산지방기상대로 개편.[14]
- 1985년 7월 2일: 울진측후소 및 영덕분실을 강릉지방기상대로부터 이관받음. 소속기관으로 안동·마산측후소를 설치하고 칠곡·밀양·함안분실을 폐지. 영주·의성분실을 안동측후소의 소속기관으로, 거창·합천분실을 마산측후소의 소속기관으로 이관받음. 거제분실을 충무측후소로 이관. 포항고층기상관측소 및 칠곡·영주·선산·영덕·문경·의성·영천·합천·남해·거창·산청·거제분실을 포항측후소 및 칠곡·영주·선산·영덕·문경·의성·영천·합천·남해·밀양·함안·거창·산청·거제기상관측소로 개편. 추풍령측후소를 중앙기상대의 관할로 이관.[15]
- 1987년 1월 1일: 문견기상관측소를 점촌기상관측소로 개편.[16]
- 1987년 12월 15일: 부산지방기상대 소속으로 밀양기상관측소를, 안동측후소 소속으로 춘양기상관측소를 설치. 포항측후소를 이관받음.[17]
- 1990년 8월 13일: 소속기관으로 부산기상레이더기상관측소 설치.[18]
- 1990년 12월 27일: 기상청 소속으로 변경.[19]
- 1992년 3월 13일: 부산지방기상청으로 개편. 밀양·남해관측소를 각각 마산·충무측후소로, 점촌관측소를 안동측후소로, 거창·합천기상관측소를 진주측후소로 이관. 대구·포항·안동·울진·마산·울산·진주·충무측후소를 대구·포항·안동·울진·마산·울산·진주·충무기상대로 개편.[20]
- 1995년 2월 24일: 선산·점촌기상관측소 및 충무기상대를 구미·문경기상관측소 및 통영기상대로 개편.[21]
- 1995년 3월 1일: 소속기관으로 항공교통관제기상대를 설치.[22]
- 2000년 7월 27일: 항공교통관제기상대 및 부산기상레이더기상관측소를 폐지.[23]
- 2001년 12월 6일: 소속기관으로 상주기상대를 설치하고 문경기상관측소를 소속기관으로 편입.[24]
- 2002년 6월 1일: 춘양기상관측소를 봉화기상관측소로 개편.[25]
- 2003년 11월 27일: 소속기관으로 면봉산기상레이더관측소 설치.[26]
- 2004년 2월 17일: 소속기관으로 구덕산기상레이더관측소 설치.[27]
- 2007년 3월 16일: 면봉산기상레이더관측소를 울진기상대 소속으로 이관.[28]
- 2008년 10월 22일: 면봉산·구덕산기상레이더관측소 및 구미·거창기상관측소를 면봉산·구덕산기상관측소 및 구미·거창기상대로 개편. 영주·의성·봉화·영천·영덕·문경·밀양·합천·산청·거제·남해기상관측소 폐지.[29]
- 2010년 4월 13일: 면봉산·구덕산기상관측소 폐지.[30]
- 2010년 7월 30일: 마산기상대를 창원기상대로 개편.[31]
- 2015년 6월 9일: 대구기상대를 대구기상지청으로 개편. 구미·포항·상주·울진·진주·거창·통영기상대 폐지.[32]

## 관할구역
- 부산광역시
- 울산광역시
- 경상남도

## 조직

### 청장
- 기획운영과[33]
- 예보과[34]
- 관측과[34]
- 기후서비스과[34]

### 소속기관

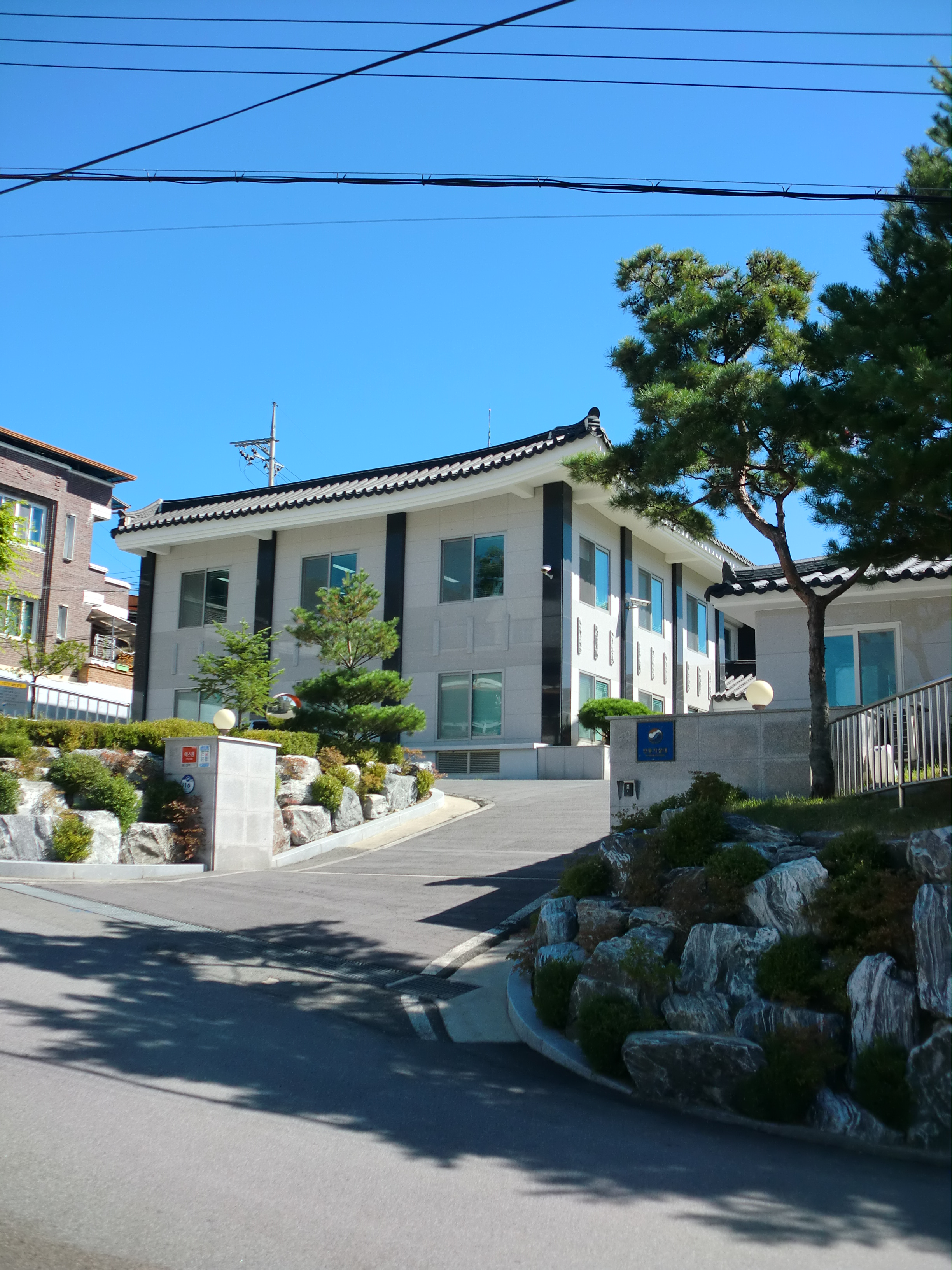
안동기상대

- 기상대[33]
  - 울산기상대
  - 창원기상대